# Leverano
Leverano là một đô thị và thị xã của Ý. Đô thị này thuộc tỉnh Lecce trong vùng Apulia. Leverano có diện tích 37 km2, dân số theo ước tính năm 2008 của Viện thống kê quốc gia Ý là 14.177 người. 
Các đơn vị dân cư:
Đô thị Leverano giáp với các đô thị: Arnesano, Carmiano, Copertino, Nardò, Veglie.